# L'assassinio come una delle belle arti
L'assassinio come una delle belle arti (titolo originale: Murder considered as one of the fine arts) è un saggio dello scrittore inglese Thomas de Quincey. Si compone di due parti, la prima scritta nel 1827 mentre la seconda nel 1839, a cui fa seguito un post scriptum del 1854. In esso de Quincey tenta di dare un significato artistico ed estetico dell'omicidio, portando numerosi esempi che spaziano dall'antichità sino all'epoca dell'autore, con uno stile ironico e prettamente british.

## Contenuto
Il testo è strutturato sotto forma di resoconto, redatto a seguito di una conferenza organizzata dalla fantomatica "Società degli Intenditori dell'Assassinio", in cui si tratta dell'evoluzione estetica dell'omicidio da Caino alla modernità. Vengono esposti aneddoti veri o presunti delle vite di filosofi quali Thomas Hobbes, Cartesio e Immanuel Kant, di politici come Enrico IV di Francia o Gustavo II Adolfo di Svezia, fino a casi di cronaca nera del XVII, XVIII e XIX secolo.

## Edizioni e traduzioni italiane
- Thomas de Quincey, L'assassinio come una delle belle arti, traduzione di Corrado Pavolini, Roma, A. F. Formiggíni, 1927.
- Thomas de Quincey, L'assassinio come una delle belle arti, traduzione di L. Brioschi, Milano, Guanda, 2009.
- Thomas de Quincey, L'assassinio come arte, Modern Publishing, 2010, ISBN 978-88-493-0523-4.
- Thomas de Quincey, L'assassinio come una delle belle arti, traduzione di Massimo Bontempelli, con uno scritto di Mario Praz, Milano, SE, 2013.